# Капитолий штата Нью-Мексико
Капитолий штата Нью-Мексико (англ. New Mexico State Capitol) — правительственное здание в городе Санта-Фе, столице Нью-Мексико, в котором работает законодательный орган штата. В нем также находятся офисы губернатора, вице-губернатора и государственного секретаря. Хронологически это уже пятое здание капитолия в Нью-Мексико за всю историю выполнения городом Санта-Фе столичных функций.

## История
Необходимость возведения современного капитолия Нью-Мексико была вызвана неустранимыми ограничениями Мемориального здания Батаана (четвёртого капитолия) для расширяющихся потребностей штата в то время, когда Нью-Мексико переживал послевоенный бум, вызванный ядерными лабораториями в Лос-Аламосе и Альбукерке. В 1962 году специальное партнёрство, называющее себя Architects Associated, опубликовало генеральный план реконструкции участка. Капитолий построен Робертом Юджином Макки по проекту Уилларда Карла Крюгера в 1963—1966 годах. Здание сочетает в себе элементы территориального стиля Нью-Мексико, глинобитной архитектуры пуэбло и адаптации греческого возрождения (стиля неогрек). Круглая структура здания (Roundhouse capitol building) сконструирована так, чтобы сформировать индейский символ солнца (символ Зия, который появляется на флаге штата). Открытый 8 декабря 1966 года, капитолий штата имеет площадь 232 346 квадратных футов и был построен за 4 676 860 долларов.

## Архитектура
Здание состоит из четырех уровней. На первом уровне расположены залы заседаний Палаты представителей и Сената, законодательные офисы, бальный зал/почтовая комната, холлы и подземная парковка.
Второй уровень — это пространство, которое посетители видят, когда входят в здание. Огромная ротонда устремляется к застекленному куполу наверху, а ее пол украшен Большой печатью штата Нью-Мексико. Посетители могут осмотреть экспонаты в Зале истории или понаблюдать за работой законодательного органа из галереи Палаты представителей или из галереи Сената. Информационная служба для посетителей расположена рядом с восточным входом, чтобы предоставить помощь и информацию о здании. На втором уровне также есть офисные помещения для законодательных офисов, офисы для персонала Службы Законодательных зданий, офисы для средств массовой информации и кафе.
Третий уровень содержит залы комитетов палаты представителей и сената, а также офисные помещения для законодательных органов. С балкона третьего уровня, выходящего на пол ротонды, посетители могут увидеть кремовые колонны и стены из мрамора Нью-Мексико, добытого в 20 милях к западу от Рио-Гранде в центральной части Нью-Мексико.
Четвертый уровень отведен службам губернатора, кабинетам вице-губернатора, аппарату Службы Законодательного совета (LCS) и законодательным канцеляриям.
Здание Капитолия Нью-Мексико в Санта-Фе является единственным круглым зданием Капитолия в Соединённых Штатах, и его иногда называют «Круглым домом» («The Roundhouse», Раундхаус).